# Stanisław Sopicki

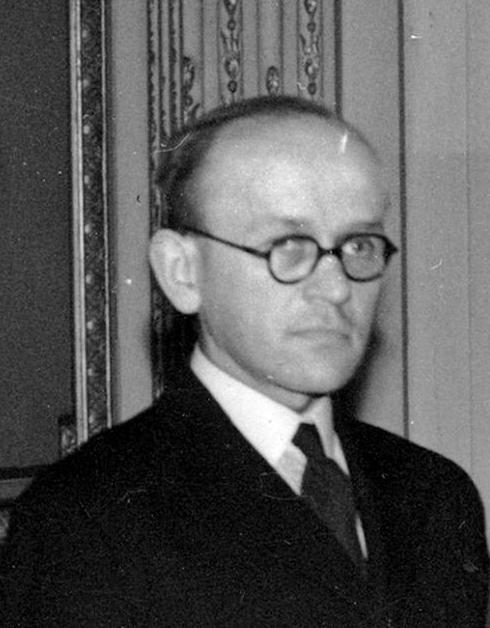
Stanisław Sopicki

Stanisław Sopicki (ur. 1 października 1903 w Wadowicach, zm. 11 lutego 1976 w Londynie) – polski dziennikarz i polityk chadecki.

## Życiorys
Urodził się 1 października 1903 w Wadowicach. Studiował filologię klasyczną na Uniwersytecie Jagiellońskim. W latach 1925–1934 pracował w piśmie Głos Narodu, w latach 1934–1935 był członkiem warszawskiego Klubu Sprawozdawców Parlamentarnych, od listopada 1935 należał do redakcji katowickiego pisma Polonia, kierował w nim m.in. działem politycznym, od listopada 1937 do marca 1938 redagował dziennik Stronnictwa Pracy Nowa prawda. Równocześnie był działaczem Polskiego Stronnictwa Chrześcijańskiej Demokracji, w którym w latach 1934–1937 był sekretarzem generalnym, a następnie Stronnictwa Pracy, w którym został członkiem Komitetu Wykonawczego.
Po wybuchu II wojny światowej przebywał w Krakowie, w 1940 przedostał się nielegalnie zagranicę i w styczniu 1941 dotarł do Wielkiej Brytanii. W latach 1942–1944 był członkiem II Rady Narodowej Rzeczypospolitej Polskiej. Od lipca do grudnia 1943 pracował jako redaktor naczelny Dziennika Polskiego i Dziennika Żołnierza. 
W listopadzie 1944 został ministrem odbudowy administracji publicznej w rządzie Tomasza Arciszewskiego, pomimo iż liderzy jego macierzystej partii nie poparli rządu, pełnił swoją funkcję do 1947. W 1945 sprzeciwił się polityce Karola Popiela, który próbował pojąć legalną działalność w Polsce. W następstwie tego został jednym z liderów tzw. Komitetu Zagranicznego SP, prowadzącego odrębną działalność na emigracji.
Ministrem odbudowy administracji publicznej był także w kolejnym gabinecie sformowanym przez Tadeusza Komorowskiego (1947–1949). Był członkiem III Rady Narodowej Rzeczypospolitej Polskiej (1949–1950), od września 1950 do stycznia 1952 ministrem skarbu w rządzie Romana Odzierzyńskiego. Od września 1951 należał do grupy polityków SP, która wbrew większości partii popierała politykę prezydenta Augusta Zaleskiego, pełnił funkcję sekretarza tzw. SP (KZ).
W 1954 poparł zjednoczenie polityczne emigracji i został członkiem najpierw tzw. Komisji Porozumiewawczej Stronnictw i Ugrupowań, która miała czuwać nad wprowadzeniem w życie postanowień Aktu Zjednoczenia Narodowego, następnie Tymczasowej Rady Jedności Narodowej (do 1961). Od 1956 należał do władz zjednoczonego ponownie Stronnictwa Pracy. W 1959 został usunięty z partii, z uwagi na różnice na tle stosunku do zjednoczenia politycznego emigracji. W 1960 założył grupę Stronnictwo Pracy-Komitet Zagraniczny. W kolejnych latach pozostawał czynnym publicystą. Był członkiem władz Instytutu Akcji Katolickiej, wydawcą Biuletynu LWIL. Zmarł 11 lutego 1976 w Londynie.